# 時国家住宅
時国家住宅（ときくにけじゅうたく）は、石川県輪島市にある歴史的建造物の住宅。重要文化財に指定されている。本項では時国家のうち下時国家及び時国氏庭園（国の名勝）についても述べる。

## 概要
時国家は元暦2年（1185年）に能登国に配流された平時忠を祖とする。時忠は大谷（現・珠洲市）の山中に居を構えていたが、その五男の平時国が姓を「時国」と改めて平野部に居を移し、やがて時国村を興したという。
ところが、天正9年（1581年）に能登国は加賀前田藩の藩領となり、一方で慶長11年（1606年）に時国村の一部が、越中国を本拠とする土方領に替地となったため時国家は二重支配を受けることになった。この二重支配を脱するため、寛永11年（1634年）に第11代当主藤左衛門時保が二家に分立することを決断した。
時国家のうち時保がそのまま当主となり加賀藩領を本拠とした家は町野川下流に居を構えたことから「下時国家」と呼ばれた。加賀藩の山廻役、御塩懸相見人、御塩方吟味人などの役職を務め、農業、塩業、回船業で栄えた。
時国家住宅の建築時期については、時国家分立の寛永期まで遡るとする説もあるが、建物の造作、発見墨書、古文書などから18世紀初頭と考えられている。1963年（昭和38年）7月1日に重要文化財に指定された。
民間の建物ながら公開されていたが、新型コロナウイルス禍などによる観光客の減少により維持管理費の捻出が難しくなり、時国家住宅の公開は2020年（令和2年）11月で休止となった（同じく重要文化財の上時国家住宅もほぼ同じ理由で2023年9月に終了した）。
2024年の能登半島地震では倒壊は免れた。

## 建築
石川県内では黒丸家住宅（珠洲市）に次いで古い大規模民家とされる。文化財の指定説明によると、三列からなる広間型平面で中列を茶の間とし、北側に納戸と土間に突き出した大広間（勝手）、南側に客室三室を設けている。

## 時国氏庭園
時国家住宅の北、東、南の三方向に面する庭園である。2001年（平成13年）に国の名勝に指定された。明るい庭園内と背後の鬱蒼とした樹林の対比、深い渓谷を象徴する入江と滝石組の遠近感や高低感が評価されている。